# بئر ناصر (تبن)

تعديل مصدري - تعديل

بئر ناصر هي إحدى قرى عزلة الحوطة بمديرية تبن التابعة لمحافظة لحج، بلغ تعداد سكانها 695 نسمة حسب تعداد اليمن لعام 2004.